# Chauliodus vasnetzovi
Chauliodus vasnetzovi är en fiskart som beskrevs av Novikova 1972. Chauliodus vasnetzovi ingår i släktet Chauliodus och familjen Stomiidae. Inga underarter finns listade i Catalogue of Life.